# Giovanni de' Bardi

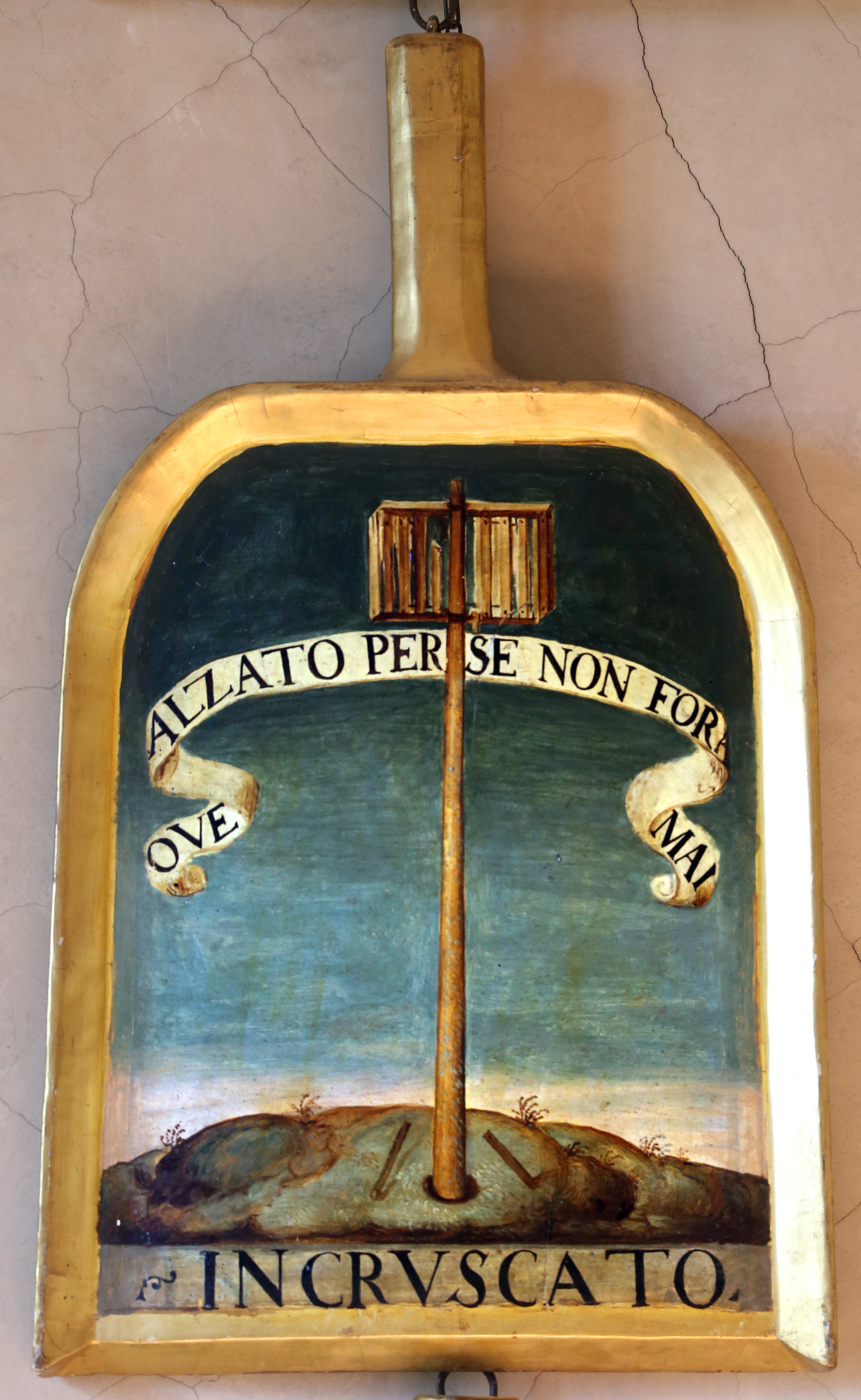
Shovel of Giovanni de' Bardi (Incruscato) at Accademia della Crusca

Giovanni de' Bardi (Florence, 5 februari 1534 - september 1612), graaf van Vernio, was componist, dichter en toneelschrijver.
Hij was gast- en beschermheer van de Camerata fiorentina; een gezelschap te Florence, waar - onder velen - Vincenzo Galilei en Giulio Caccini deel van uitmaakten. Hij was de drijvende kracht in de beweging die leidde tot de eerste experimenten naar de lyrische en dramatische monodie, waarmee de kiem werd gelegd voor een nieuw genre: de opera.
- Biblioteca Nacional de España: XX1561525
- Bibliothèque nationale de France: cb125690779 (data)
- Gemeinsame Normdatei: 119373726
- International Standard Name Identifier: 0000 0001 1020 6414
- Library of Congress Control Number: n89664705
- MusicBrainz: e3d2b587-03b7-44b1-86ea-178e3d4d487e
- Nationale Bibliotheek van Tsjechië: ola2008452275
- Nationale Bibliotheek van Israël: 987007280940905171
- Réseau des bibliothèques de Suisse occidentale: 02-A022706247
- Istituto Centrale per il Catalogo Unico: RAVV078356
- SNAC: w61v7n8v
- Système universitaire de documentation: 073725919
- Union List of Artist Names: 500354007
- Virtual International Authority File: 7506568
- WorldCat: E39PBJwMD76xMddjCkt7vP9kXd